# Висвітлення у засобах масової інформації пандемії коронавірусної хвороби 2019
Висвітлення у засобах масової інформації перебігу пандемії коронавірусної хвороби 2019 відрізнялося залежно від країни, періоду часу та засобу масової інформації. Засоби масової інформації одночасно інформували читачів про поточні події, пов'язані з пандемією, і могли також сприяти появі дезінформації або фейкових новин.

## Пандемія COVID-19
Коронавірусна хвороба 2019, або скорочено COVID-19 — це захворювання, яке викликається коронавірусом SARS-CoV-2. У більшості людей, які заразилися коронавірусом, спостерігаються слабкі симптоми хвороби, але в частини хворих спостерігається важкий перебіг хвороби. Люди похилого віку та люди з низкою хронічних захворювань мають більший шанс важкого перебігу. На кінець 2022 року зареєстровано низку вакцин проти COVID-19, які допомагають запобігти хворобі, зокрема в США зареєстровано 4 вакцини: «Pfizer», «Moderna», «Novavax» і «Johnson & Johnson». Відомо, що ці вакцини безпечні, ефективні та знижують ризик важких захворювань. Вірус поширюється, коли інфікована людина видихає краплі та дуже дрібні частинки, які містять вірус.

## Висвітлення в засобах масової інформації в США
Пандемія COVID-19 відкрила нові двері для соціальних мереж і збереження психічного здоров'я, яких ніколи раніше не було. Психічне здоров'я повинно бути на першому плані, оскільки на нього дуже сильно вплинула пандемія. Стан людей, які вже страждали від проблем із психічним здоров'ям, погіршуються через ізоляцію. Вплив соціальних мереж значно не висвітлювалися, навіть якщо вони відіграли таку важливу роль, незалежно від того, у позитивному чи негативному світлі. Люди змогли знайти онлайн-спільноти, які допомагали їм під час ізоляції, але це також було негативно, тому що вони відчували себе більш відокремленими від усіх навколо. Це також не допомагає, тому що всі настільки захоплені своїми соціальними мережами, що забувають спілкуватися з оточуючими людьми особисто. Проблеми психічного здоров'я, пов'язані з COVID-19, можуть виникати через непрямий досвід зараження вірусом (наприклад, втрата близької людини; соціальна ізоляція та самотність; невизначеність; соціально-економічні труднощі) або через особисте зараження. Низка засобів масової інформації описували смерті противників вакцинації проти COVID-19 , що призвело до суперечок щодо доцільності такого висвітлення.

## Рівень і характер висвітлення
Пандемія COVID-19 завдала величезного тиску на населення, ресурси та економіку багатьох країн у всьому світі. Це включало заходи соціального дистанціювання, заборони на поїздки, самоізоляцію та закриття підприємств, які змінюють саму структуру суспільств у всьому світі. Через те, що люди були вимушені не відвідувати громадські місця, велика частина розмов про цю пандемію та наслідки відбувалася в Інтернеті та на платформах соціальних мереж.
Протягом січня 2020 року, першого повного місяця, коли було відомо про спалах хвороби, журнал «Time» зареєстрував 41 тисячу англомовних статей, які містили термін «коронавірус», з яких 19 тисяч потрапили в заголовки. Це порівняли з епідемією гарячки Ебола в Ківу, яка мала 1800 статей і 700 заголовків у серпні 2018 року. Дослідник у галузі комунікацій та медіа-досліджень Пол Левінсон пояснив цю велику різницю негативною реакцією через сприймання надмірного висвітлення спалаху гарячки Ебола в 2014 році в поєднанні із занепокоєнням висвітленням спалаху під випливом китайської цензури.
17 березня сайт «Recode» повідомив, що з 3 тисяч новинних сайтів із високим відвідуванням близько 1 % опублікованих статей пов'язані з епідемією хвороби, але ці статті генерують близько 13 % усіх переглядів із такими підтемами, як соціальне дистанціювання, згладжування кривої, та особливо популярною була самоізоляція. Загальна кількість переглядів статей була приблизно на 30 % вищою в середині березня 2020 року, порівняно з серединою березня 2019 року.
Аналіз приблизно 141 тисячі заголовків англомовних новин, пов'язаних із коронавірусом, з 15 січня 2020 року по 3 червня 2020 року виявив, що 52 % заголовків викликали негативні настрої, тоді як лише 30 % викликали позитивні настрої. Автори припускають, що заголовки посилюють страх і невпевненість, що має негативні наслідки для здоров'я та економіки. Інші дослідження в різних контекстах і зосереджені на різних засобах масової інформації виявили, що новини не зображують стратегії подолання та поведінку щодо здоров'я настільки, наскільки могли б. Інші автори припускають, що висвітлення новин призвело до політизації пандемії, що підтверджує надмірну стурбованість ефективністю політичних діячів щодо надання наукової інформації про хворобу, та інформації про власну ефективність під час пандемії, та сильно поляризоване висвітлення пандемії.
Стаття Національного бюро економічних досліджень від листопада 2020 року під назвою «Чому всі новини про COVID-19 — погані новини?» виявили, що 91 % історій великих американських засобів масової інформації про COVID-19 мають негативний відтінок у порівнянні з 54 % у великих ЗМІ за межами Сполучених Штатів і 65 % у наукових журналах.
Проблеми з дезінформацією та фейковими новинами призвели до розробки CoVerifi, платформи, яка має потенціал для боротьби з «інфодемією» COVID-19.
Стверджувалося, що розширене та тривале висвітлення пандемії могло сприяти інформаційній втомі про COVID-19, що ускладнювало передачу оновленої інформації. Медіа-експерти повідомляли, що для деяких засобів масової інформації проблема полягає в тому, щоб точно донести до громадськості нюанси перебігу пандемії. Після появи дельта-варіанту вірусу, який призводить до стрімкого зростання випадків захворювання серед невакцинованих, населення просили відновити носіння масок у частині американських штатів.

## Дезінформація
У січні 2020 року Всесвітня організація охорони здоров'я заявила, що «інфодемія» неправдивої інформації сприяє поширенню вірусу. Вчені швидко задокументували поширення фейкових новин та іншої дезінформації та теоретизували це в певних національних і транскультурних контекстах і тенденціях (таких як «політика постправди»). Численні засоби масової інформації та організації, від традиційної журналістики до соціальних медіа, які висвітлювали пандемію COVID-19, напевно, виявляться джерелом дезінформації та плутанини, пов'язаної з інформацією про поширення вірусу, національною та державною політики. Директор департаменту глобальної готовності до інфекційних небезпек Всесвітньої організації охорони здоров'я доктор Сільві Бріан зазначила, що однією з головних проблем, пов'язаних із проблемами комунікації, є роль соціальних медіа. Бріан заявила, що ВООЗ ретельно стежить за інфодемією коронавірусу в соціальних мережах за допомогою штучного інтелекту. За даними Дослідницького центру П'ю, найпопулярнішими джерелами новин для дорослих у США є веб-сайти новин і соціальні мережі. Крім того, серед інших соціальних медіа Твіттер має найбільшу кількість користувачів, орієнтованих на новини. Румунська вчена Софія Брату провела дослідження, у якому враховували сприйняття окремими людьми джерела фейкових новин, опитавши майже 5 тисяч громадян США та проаналізувавши дані «The Economist», Інституту Ґеллапа, дослідницького центра П'ю, YouGov та інших авторитетних опитувальних організацій. Вчені припускають, що дезінформація є причиною загострення стресових реакцій, погіршення фізичного та психічного здоров'я, пов'язаного зі стресом, і збільшення навантаження на медичні заклади хворими, які насправді не мають симптомів, або виявляють симптоми як побічну реакцію на сфальсифіковані ліки та методи лікування. Однак Брату згадувала, що телевізійні інтерв'ю з людьми, які пережили COVID-19, насправді можуть допомогти пом'якшити стрес, паніку та страх смерті.
Частина оглядачів стверджують, що редакції засобів масової інформації повинні відігравати певну роль у фільтрації дезінформації, перш ніж пускати її в публікацію. Хоча не всі фейкові новини ставлять під загрозу здоров'я та безпеку людей, інформація, пов'язана з COVID-19, може представляти загрозу здоров'ю. Агентство «Niemen Reports» пропонувало, що деякі редакції співпрацювали для висвітлення послідовних повідомлень, які пов'язані з неправдивою та неточною інформацією, ретельно вибираючи заголовки, формулювання та зображення.
Прикладом фейкових новин, пов'язаних із пандемією COVID-19, було те, що коронавірус може поширюватися через 5G. Інша фейкова інформація, що коронавірус був створений штучно в лабораторії за розпорядженням уряду, або що вживання діоксиду хлору вилікує або буде запобігати розвитку хвороби. Інша дезінформація щодо хвороби включає факти про те, що вітамін С і часник можуть вилікувати хворобу, хоча це твердження ніколи не було підтверджено медичними працівниками. Дезінформація також призвела до расової дискримінації та проявів ксенофобії по відношенню до китайців через віднесення хвороби до «китайського вірусного пандемоніуму» або «вірусу Ухань» або «китайського вірусу». Унаслідок поширення цієї дезінформації з'явилося кілька веб-сайтів перевірки фактів, які використовують інформацію Центрів з контролю та профілактики захворювань і ВООЗ для спростування поширеної фейкової інформації про коронавірус.

## За країною

### Канада
Перший підтверджений випадок COVID-19 в Канаді, за повідомленням Канадської мережі охорони здоров'я, зареєстрований 25 січня 2020 року в чоловіка з Торонто, який нещодавно повернувся з китайського міста Ухань. Про перший випадок хвороби повідомлено в твіттері офіційних осіб охорони здоров'я Торонто.

### Китай
Китайський уряд отримав значну порцію критики за цензуру масштабів спалаху. Відразу після початкового карантину в Ухані та прилеглих містах державні засоби масової інформації Китаю, такі як «Женьмінь жибао», спочатку заохочували публікації в соціальних мережах громадян із проханням про допомогу на таких платформах, як Weibo. Кілька журналістів пізніше опублікували матеріали розслідувань, які суперечать офіційним заявам і повідомленням у засобах масової інформації, вказуючи, що кількість випадків в Ухані значно більша, ніж повідомляється.

### Німеччина
Перші випадки COVID-19 були виявлені в Німеччині в січні 2020 року. Через статтю, опубліковану німецькою газетою «Handelsblatt» у січні 2021 року, спалахнула суперечка. У статті стверджувалося, що вакцина AstraZeneca не ефективна для людей похилого віку, але багато хто відповів, що газета надала невірні дані.

### Мексика
Дослідження медіа-фреймування COVID-19 у Мексиці стверджують, що випуски новин і газети зосереджені на політичній стороні пандемії, а не на наданні наукової інформації та інформації, правдивість якої підтверджено. Телебачення було засобом, який найчастіше використовували мексиканці для отримання інформації про COVID-19. Активні користувачі соціальних мереж частіше вірили фейковим новинам і не довіряли засобам масової інформації.

### Швеція
Перший випадок COVID-19 був виявлений у Швеції 4 лютого 2020 року. Найбільше висвітлення в засобах масової інформації перебігу поширення хвороби у Швеції припало на початок березня. Швеція отримала велику увагу засобів масової інформації, оскільки вважалося, що країна використовує власний план, «шведську модель» колективного імунітету. Дослідження розглядали характер висвітлення в засобах масової інформації та те, як вони висвітлювали політику Швеції. Дослідниця зі Швеції Рейчел Ірвін виявила шість основних тем: «(1) Життя в Швеції нормальне, (2) Швеція має стратегію колективного імунітету, (3) Швеція не дотримується порад експертів, (4) Швеція не дотримується рекомендацій ВООЗ (5) шведський підхід є неефективним і (6) шведи довіряють уряду». Дослідниця коментувала, що не вся інформація була оформлена правильно. Вона написала листа до «British Medical Journal», в якому заявила, що засоби масової інформації неправильно описують політику щодо COVID-19 у Швеції та не мають плану «колективного імунітету». Інша стаття припускає, що в міру того, як інші країни запровадили іншу політику, шведська політична модель перетворилася зі «сміливої» на відхилену.

### Велика Британія
Перший підтверджений випадок хвороби у Великій Британії, за повідомленням урядового сайту gov.uk, зареєстрований 30 січня 2020 року. У звітах про спалах британські бульварні газети, такі як «The Sun» і «Daily Mail», використовували формулювання, описані як «вселяючі страх». Відповідно до Барометра довіри Едельмана, журналісти були найменш довіреним джерелом інформації про пандемію у Великій Британії: 43 % опитаних довіряли їх повідомленням, після урядових чиновників (48 %) і «найбільш постраждалих країн» (46 %). Це сталося незважаючи на те, що зазвичай ЗМІ були основним джерелом інформації про пандемію у Великобританії.
Дослідження, проведене в травні 2020 року спільно з Оксфордським університетом, показало, що громадськість Великої Британії демонструє зниження довіри до уряду як джерела інформації. Лише 48 % оцінили уряд як гідний довіри, що нижче порівняно з 67 % шістьма тижнями раніше. Крім того, 38 % осіб заявляли, що їх турбує неправдива або оманлива інформація про коронавірус від уряду, а 6 тижнів раніше цей показник становив лише 27 %.

### США
За повідомленням Центрів з контролю та профілактики захворювань, перший підтверджений випадок коронавірусної хвороби у США стався 22 січня 2020 року. Висвітлення новин у США було більш негативним, ніж в інших країнах, але також допомогло просувати безпечну поведінку, зокрема соціальне дистанціювання. Місцеві новини відігравали важливу роль в інформуванні громад, у тому числі в сільській місцевості.
Деяких журналістів у США похвалили за висвітлення пандемії COVID-19, зокрема Еда Йонга та Гелен Брансвелл. Серед медіа-науковців багато елементів зусиль звичайних журналістів, спрямованих на адаптацію до пандемії та надання достовірної інформації своїй аудиторії, отримали високу оцінку, але деякі з них піддавалися критиці. Пишучи для урналу «The Atlantic», Ед Йонг зазначив, що з плином поширення пандемії, «журналісти, захоплені новинками, дали кисень маргінальним протестам проти карантину, тоді як більшість американців тихо сиділи вдома». Він також звинуватив, що ці журналісти «написали всі недоведені наукові твердження, навіть ті, які не були перевірені або рецензовані».
Президент Дональд Трамп спочатку звинуватив такі засоби масової інформації, як CNN, у тому, що вони «роблять усе можливе, щоб навіяти страх у людей», цю заяву повторив виконуючий обов'язки глави апарату Білого дому Мік Малвейні. Те, звідки люди отримують новини, відігравало важливу роль у ставленні та поведінці людей щодо COVID-19. Опитування сайту Axios, проведене з 5 по 9 березня 2020 року, показало, що 62 % прихильників республіканців вважають, що висвітлення спалаху в засобах масової інформації є перебільшеним, порівняно з 31 % прихильників демократів і 35 % незалежних. Опитування Дослідницького центру П'ю, проведене з 20 по 26 квітня 2020 року, показало, що 69 % респондентів у США вважають, що засоби масової інформації висвітлюють спалах «дуже добре» або «дещо добре», і що кількість респондентів у США, які вважають, що ЗМІ перебільшують інформацію про COVID-19, дещо знизилилося. Опитування також показало, що 68 % прихильників республіканців вважають, що засоби масової інформації перебільшують ризики COVID-19, у порівнянні з 48 % дорослих американців і 30 % прихильників демократів. Загалом висвітлення пандемії COVID-19 у США було значно негативнішим, ніж в інших частинах світу, незалежно від того, чи вважалося це видання правим чи лівим. Ретроспективно можна вважати, що дослідження Анхеля Торреса та його співробітників щодо дезінформації під час пандемії показує, що потрібен подальший прогрес щодо прозорості процесу перевірки незалежними сторонніми викладених у засобах масової інформації фактів.
Ведучі та гості консервативного ЗМІ Fox News спочатку применшували значення спалаху хвороби, а деякі гості звинувачували інші засоби масової інформації в перебільшенні поширення хвороби з політичних міркувань. Трамп також використовував інтерв'ю на цьому каналі, щоб пропагувати свої перші спроби применшити значення коронавірусу. Одна з ведучих «Fox Business» Тріш Ріган заявила у своєму шоу «Trish Regan Primetime», що висвітлення COVID-19 у ЗМІ було навмисно створено Демократичною партією як «масова істерія для сприяння розпродажу на ринку», і було «черговою спробою імпічменту президента». Пізніше її програма була скасована. Спочатку телеведучий Такер Карлсон зайняв набагато серйознішу позицію щодо хвороби, критикуючи інших ведучих, які порівнювали її зі звичайним сезонним грипом, і заявив 9 березня 2020 року, що «люди, яким ви довіряєте — люди, за яких ви, ймовірно, голосували — витрачали тижні на мінімізацію того, що є явно дуже серйозною проблемою». Пізніше експерти мережі почали підтримувати твердження про те, що гідроксихлорохін є ефективним засобом лікування симптомів COVID-19, критикувати носіння масок для боротьби з поширенням хвороби, і позитивно висвітлювати протести проти карантину.
Згідно з дослідженням, опублікованим видавництвом «Cambridge University Press» у травні 2020 року, висвітлення COVID-19 правими засобами масової інформації сприяло поширенню дезінформації про пандемію.